# Lípy republiky (Bílá Hora)
Lípy republiky na Bílé Hoře jsou významné stromy, které rostou v Praze 6 na křižovatce ulic Na Višňovce a K Mohyle, západně od kláštera benediktinek s kostelem Panny Marie Vítězné.

## Popis
Lípy rostou na zatravněném trojúhelníkovém prostranství mezi ulicemi. Obvody jejich kmenů ve výšce 1 metr jsou 200, 169 a 203 cm, výška stromů není uvedena (r. 2016). V databázi významných stromů Prahy jsou od roku 2014.
Lípa demokracie roste ve východním cípu zelené plochy a má mohutnou do výšky protáhlou korunu. Lípa republiky roste při ulici K Mohyle a má nápadně dlouhý kmen. Lípa svobody roste také při ulici K Mohyle a její kmen se rozděluje nízko nad zemí na dvě mohutné větve, které nesou bohatě rozložitou korunu.

## Historie
Lípy republiky byly vysazeny 28. října 1968 jako lípy svobody, republiky a demokracie na připomínku 50. výročí vzniku Československé republiky.
Na místě, kde rostou, se rozkládala zahrada s ovocnými stromy. Její majitel zemřel, zahrada zpustla a časem v bývalém sadu vzniklo dětské hřiště. Po 21. srpnu a následném vývoji se místní obyvatelé dohodli vysadit zde tři lípy s příznačnými názvy – „Lípa demokracie“, „Lípa republiky“ a „Lípa svobody“.